# Верхний Спасс
Верхний Спасс — деревня в Старицком районе Тверской области, входит в состав Архангельского сельского поселения. 

## География
Деревня расположена в 14 км на юго-запад от центра поселения посёлка Архангельское и в 9 км на северо-восток от города Старица. 

## История
В 1779 году в селе Спасском была построена деревянная Спасская церковь с 2 престолами, в 1877 году приписана к Георгиевской церкви села Юрьевского. 
В конце XIX — начале XX века село входило в состав Ефимьяновской волости Старицкого уезда Тверской губернии. 
С 1929 года деревня входила в состав Юрьевского сельсовета Старицкого района Ржевского округа Западной области, с 1935 года — в составе Калининской области, с 1994 года — в составе Юрьевского сельского округа, с 2005 года — в составе Архангельского сельского поселения.

## Население
| 1859 | 1886 | 2002 | 2010 |
| ---- | ---- | ---- | ---- |
| 62   | ↗95  | ↘5   | ↗12  |